# Carcinoma ameloblástico
El carcinoma ameloblástico es una forma poco frecuente de tumor odontogénico maligno, que se desarrolla en los huesos maxilares a partir de las células epiteliales que generan el esmalte dental. Suele tratarse con cirugía; la quimioterapia no ha demostrado ser eficaz.

## Signos y síntomas
Los síntomas comunes de los carcinomas ameloblásticos son dolor e hinchazón localizados en la mandíbula o en toda la cara, disfagia y trismo. Los síntomas menos comunes incluyen ulceración, aflojamiento de los dientes, epistaxis crónica, presión facial y disnea nasal.

## Causas
Se especula que algunos casos de carcinoma ameloblástico surgen de los restos del tejido epitelial que quedan después del desarrollo de los dientes y estructuras relacionadas. En otras ocasiones, puede ser causado por un quiste odontogénico benigno que se vuelve maligno, o por un ameloblastoma preexistente.

## Tratamiento
La quimioterapia no ha demostrado ser eficaz en el tratamiento del carcinoma ameloblástico, por lo que la extirpación quirúrgica del tumor es una de las únicas opciones. La resección quirúrgica con márgenes amplios es el tratamiento principal.

## Pronóstico
El seguimiento después de la cirugía es importante, ya que más del 50% de las recurrencias ocurren dentro de los 5 años.